# Pseudoscada arpi
Pseudoscada arpi är en fjärilsart som beskrevs av Jose Francisco Zikán 1935. Pseudoscada arpi ingår i släktet Pseudoscada och familjen praktfjärilar. Inga underarter finns listade.